# Língua khasi
A língua khasi é uma língua austro-asiática falada principalmente no estado de Megalaia na Índia. A língua khasi é parte do grupo das línguas mom-quemeres, distantemente aparentadas ao grupo munda na família austro-asiática, encontrado no centro-leste da Índia.
Embora a maioria dos 865,000 falantes do khasi se encontre no estado de Megalaia, essa língua também é falada por grupos menores nos distritos montanhosos de Assão, que faz divisa com Megalaia e por um considerável número de pessoas em Bangladexe, numa área próxima à fronteira com a Índia.
A língua khasi é rica em folclore e tradições, por trás de todo nome de uma montanha, rio, cachoeira, pássaro e flores há uma história.

## Escrita
No passado, a língua khasi não possuía um sistema de escrita. William Carey então adotou a escrita escrita nagari oriental para a língua entre 1813 e 1838. Então foram escritos um grande número de livros em khasi utilizando a escrita nagari oriental, incluindo o famoso livro Ka Niyiom Jong Ka Khasi ou A Lei dos Khasis, que é um importante manuscrito da religião seng khasi. O missionário galês, Thomas Jones em 1841 escreveu a língua em alfabeto latino. Como resultado, a ortografia da língua em caracteres latinos é bastante similar à ortografia galesa. Como foi mais fácil de se adaptar à língua khasi, o alfabeto latino foi adotado.
Mawphlang in 1889 by William Williams.

## Dialetos
O khasi tem uma significante variação dialetal. Os diversos dialetos tem alguma inteligibilidade mútua, sendo que bhoi e nonglung são suficientemente diferentes para serem considerados línguas separadas. Outros dialetos são sohra (cherra), maram e war. Os dois últimos tem seus léxicos bem semelhantes.
O dialeto sohra é considerado o khasi Padrão e foi o primeiro a ser escrito com o alfabeto latino por missionários. Essa padrão khasi é bem diferentes dos oito dialetos shillong que formam um continuum dialetal em torno da área principal.

## Alfabeto
| Maiúsculas              | A  | B   | K   | D   | E  | G  | Ng  | H   | I  | Ï   | J   | L   | M   | N   | Ñ  | O  | P   | R   | S   | T   | U  | W         | Y   |
| Minúsculas              | a  | b   | k   | d   | e  | g  | ng  | h   | i  | ï   | j   | l   | m   | n   | ñ  | o  | p   | r   | s   | t   | u  | w         | y   |
| Pronúncia (base Inglês) | ah | bee | kay | dee | ay | eg | eng | esh | ee | yee | jay | ell | emm | enn | eñ | oh | pea | aar | ess | tee | oo | double yu | why |

## Fonologia

### Consoantes
|                  |                  |                  |                  | Labial | Labial | Dental | Dental | Alveolar | Alveolar | Post-alveolar | Post-alveolar | Palatal | Palatal | Velar | Velar | Glotal | Glotal |
| ---------------- | ---------------- | ---------------- | ---------------- | ------ | ------ | ------ | ------ | -------- | -------- | ------------- | ------------- | ------- | ------- | ----- | ----- | ------ | ------ |
| Nasal            | Nasal            | Nasal            | Nasal            | m      | m      | n      | n      | n        | n        | n             | n             | ɲ       | ɲ       | ŋ     | ŋ     |        |        |
| Plosiva          | Plosiva          | Não aspirada     | Não aspirada     | p      | b      | t̪      | t̪      | d        | d        | d             | d             | c       | c       | k     | k     | ʔ      | ʔ      |
| Plosiva          | Plosiva          | Aspirada         | Aspirada         | pʰ     | bʱ     | tʰ     | tʰ     | dʱ       | dʱ       | dʱ            | dʱ            |         |         | kʰ    | kʰ    |        |        |
| Africada         | Africada         | Não aspirada     | Não aspirada     |        |        |        |        | dʒ       | dʒ       | dʒ            | dʒ            |         |         |       |       |        |        |
| Africada         | Africada         | Aspirada         | Aspirada         |        |        |        |        | dʒʱ      | dʒʱ      | dʒʱ           | dʒʱ           |         |         |       |       |        |        |
| Fricativa        | Fricativa        | Fricativa        | Fricativa        |        |        |        |        | s        | s        | ʃ             | ʃ             |         |         |       |       | h      | h      |
| Aproximante      | Aproximante      | Aproximante      | Aproximante      |        |        |        |        |          |          |               |               | j       | j       | w     | w     |        |        |
| Vibrante         | Vibrante         | Vibrante         | Vibrante         |        |        | r      | r      | r        | r        | r             | r             |         |         |       |       |        |        |
| Lat. Aproximante | Lat. Aproximante | Lat. Aproximante | Lat. Aproximante |        |        | l      | l      | l        | l        | l             | l             |         |         |       |       |        |        |

|    |        | IPA       | Português  |     |        | IPA       | Português |
| -- | ------ | --------- | ---------- | --- | ------ | --------- | --------- |
| m  | mrad   | [mraːt̚]   | animal     | n   | nar    | [nar]     | ferro     |
| ɲ  | ñia    | [ɲaː]     | tia        | ŋ   | ngen   | [ŋɛn]     | minguar   |
| p  | pan    | [paːn]    | perguntar  | pʰ  | phylla | [pʰɨlːaː] | especial  |
| b  | blang  | [blaŋ]    | cabra      | bʱ  | bhoi   | [bʱɔɪ]    | Bhoi      |
| t̪  | tdong  | [t̪dɔŋ]    | tail       | tʰ  | thah   | [t̪ʰaːʔ]   | gelo      |
| d  | dur    | [dʊr]     | foto       | dʱ  | dheng  | [dʱɛŋ]    | parque    |
| c  | beit   | [bɛc]     | reto       |     |        |           |           |
| k  | krung  | [krʊŋ]    | costela    | kʰ  | khring | [kʰrɪŋ]   | entice    |
| ʔ  | pyut   | [pʔʊt̚]    | podre      |     |        |           |           |
| dʒ | jlaw   | [dʒlaːʊ]  | uivo       | dʒʱ | jhieh  | [dʒʱeːʔ]  | molhado   |
| s  | syiem  | [sʔeːm]   | monarca    | ʃ   | sñiuh  | [ʃɲoːʔ]   | cabelo    |
| h  | hynmen | [hɨnmɛn]  | irmã(o)    |     |        |           |           |
| r  | rynsan | [rɨnsaːn] | plataforma | l   | lieh   | [leːʔ]    | branco    |
| j  | ïuh    | [joːʔ]    | fio        | w   | wah    | [waːʔ]    | rio       |

### Vogais
|              |              |              | Anterior | Anterior | Central | Central | Posterior | Posterior |
| Longa        | Curta        | Longa        | Curta    | Longa    | Curta   |         |           |           |
| ------------ | ------------ | ------------ | -------- | -------- | ------- | ------- | --------- | --------- |
| Fechada      | Fechada      | Fechada      | ɪ        | iː       | ɨ       |         | ʊ         | uː        |
| Meio fechada | Meio fechada | Meio fechada | e        | eː       |         |         | o         | oː        |
| Meio aberta  | Meio aberta  | Meio aberta  | ɛ        | ɛː       |         |         | ɔ         | ɔː        |
| Aberta       | Aberta       | Aberta       |          |          | a       | aː      |           |           |

|   |       | IPA     | Português |    |          | IPA       | Português  |
| - | ----- | ------- | --------- | -- | -------- | --------- | ---------- |
| ɪ | dinɡ  | [dɪŋ]   | fogo      | iː | ih       | [iːʔ]     | cozido     |
| ɨ | ynda  | [ɨndaː] | até       |    |          |           |            |
| ʊ | plunɡ | [plʊŋ]  | fofo      | uː | ruh      | [ruːʔ]    | também     |
| e | miet  | [met̚]   | noite     | eː | iermat   | [eːrmat]  | pestana    |
| o | lum   | [lom]   | colina    | oː | ud       | [oːt̚]     | lamento    |
| ɛ | renɡ  | [rɛŋ]   | chifre    | ɛː | erïonɡ   | [ɛːrjɔŋ]  | redemoinho |
| ɔ | onɡ   | [ɔŋ]    | dizer     | ɔː | Shillonɡ | [ʃɨlːɔːŋ] | Shillonɡ   |
| a | sat   | [sat̚]   | temperado | aː | sad      | [saːt̚]    | teto       |

|}

## Gramática

### Substantivos

#### Sequência de palavras
A Sequência das palavras numa frase Khasi é (entre parênteses, se houver esse elemento):
(Marcador de caso) - (Demonstrativo)-(Numeral)-(Classificador)-(Artigo)-Substantivo-(Adjetivo)-(Frse preposicional)-(Cláusula relativa), como se pode ver nos exemplos:
| ar              | tylli         | ki     | sim     |
| dois            | classificador | plural | pássaro |
| 'dois pássaros' |               |        |         |

| kato                       | ka   | samla        | kaba | wan   | mynnin |
| fem                        | moça | fem-relativo | veio | ontem |        |
| 'essa moça que veio ontem' |      |              |      |       |        |

| ka        | kmie | jong  | phi  |
| fem       | mãe  | de... | você |
| 'sua mãe' |      |       |      |

#### Gênero
Khasi apresenta 4 gêneros:
u	masculino
ka	feminino
i	diminutivo
ki	plural
Humanos e animais têm seu gênero natural:
ka kmie	`mãe'
u kpa	`pai'
ka syiar	`galinha'
u syiar	`galo'
Rabel (1961) observou: "a estrutura de um substantivo não dá nenhuma indicação de seu gênero, nem o seu significado, mas nativos khasi têm a impressão de que criaturas e coisas agradáveis, pequenas, são femininas, enquanto que se forem feias e grandes são masculinos .... Essa impressão não é sempre confirmada. Há inúmeros exemplos de criaturas desejáveis e encantadores com sexo masculino, bem como de criaturas desagradáveis ou feias com gênero feminino"
Em geral, temos:
| Feminino                            | Masculino                        |
| tempo, estações                     |                                  |
| roupas                              | répteis, insetos, flora, árvores |
| características físicas da natureza | corpos celestes                  |
| objetos manufaturados               | matérias primas                  |
| ferramentas de polimento            | ferramentas de bater, cavar      |
| árvores de fibras moles             | árvores de fibras duras          |

O aspecto matrilinear da sociedade Khasi pode ser observado na aplicação geral de gênero. Recursos associados às atividades de dia-a-dia são tidos como femininos. Masculinos são recursos e coisas mais secundárias, dependentes ou mesmo insignificantes.
| Feminino             | Masculino            |
| Sun (Ka Sngi)        | Moon (U Bnai)        |
| Madeira (Ka Dieng)   | Árvore (U Dieng)     |
| Mel (Ka Ngap)        | Abelha (U Ngap)      |
| Casa (Ka Ïing)       | Estrutura (U Rishot) |
| Arroz cozido (Ka Ja) | Arroz cru (U Khaw)   |

#### Classificadores
Khasi tem um sistema de classificadores aparentemente usado somente com numerais. Entre o numeral e o substantivo é usado o classificador tylli para não-humanos e ngut para humanos:
| Don                           | ar   | tylli         | ki     | sim     | ha | ruh.   |
| Há                            | dois | classificador | plural | pássaro | na | gaiola |
| 'Há dois pássaros na gaiola.' |      |               |        |         |    |        |

| Don                       | lai  | ngut          | ki     | Sordar | ha | shnong. |
| há                        | três | classificador | plural | chefes | na | vila    |
| 'Há três chefes na vila.' |      |               |        |        |    |         |

### Adjetivos
É controverso se em Khasi há clases de adjetivos ou não. Exemplos:
| u              | briew | ba-bha    |
| masc           | homem | rel-(bom) |
| 'um bom homem' |       |           |

Em quase todas as situações de adjetivos atributivos, o adjetivo aparente tem o prefixo /ba-/, que parece ser um relativizador. Há, porém, uns poucos adjetivos sem o prefixo /ba-/ :
| u              | 'riew | sníew |
| masc           | homem | mau   |
| 'um homem mau' |       |       |

Quando o adjetivo é o predicado principal, pode aparecer sem um verbo 'ser':
| U              | ksew | u    | lamwir. |
| masc           | cão  | masc | mau     |
| 'O cão é mau.' |      |      |         |

### Preposições e frases preposicionais
Khasi parece ter um bem desenvolvido grupo de preposições, por exemplo
bad				'com, e'
da				'com (instrumental)'
na				'de' (vindo de...)
ha				'em'
jong				'de' (posse)
Exemplos:
| ka        | kmie | jong | phi  |
| fem       | mãe  | de   | você |
| 'sua mãe' |      |      |      |

| u                      | slap  | u    | ther  | na  | ka  | bneng |
| masc                   | chuva | masc | verte | fem | céu |       |
| `Chuva verteu do céu.' |       |      |       |     |     |       |

### Verbos e frases verbais

#### Concordância
Os verbo concordam com sujeitos de 3ª pessoa em gênero, mas para as demais pessoas não há tal concorrência. Roberts 1891):
|            | Singular                                                | Plural                     |
| ---------- | ------------------------------------------------------- | -------------------------- |
| 1st person | nga thoh ‘I write’                                      | ngi thoh ‘we write’        |
| 2nd person | me thoh ‘you (fam.) write’ phi thoh ‘you (form.) write’ | phi thoh ‘you (pl). write’ |
| 3rd person | u thoh ‘he writes’ ka thoh ‘she writes’                 | ki thoh ‘they write’       |

Os marcadores de masculino e feminino - /u/ e /ka/ - são usados mesmo quando há uma frase nominal como sujeito (Roberts 1891:132):
| Ka            | miaw | ka  | pah. |
| fem           | gato | fem | mia  |
| ‘O gato mia.’ |      |     |      |

#### Tempo verbal
O tempo verbal é indicado por partículas que aparecem depois do marcador de concordância mas antes do verbo. Passado é com a partícula /la/ e o futuro com /yn/ (contração com 'n depois de vogal):
| Khasi      | Português      |
| ---------- | -------------- |
| U thoh.    | Ele escreve.   |
| U la thoh. | Ele escreveu.  |
| Un thoh    | Ele escreverá. |

#### Negação
A negação é feita pela partícula /ym/ (contração com 'm depois de vogal), a qual aparece entre a concordância e a partícula temporal. Há uma partícula especial de negação para o passado, /shym/, a qual substitui a partícula do passado afirmativo /la/ (Roberts 1891):
| Khasi         | Português          |
| ------------- | ------------------ |
| Um thoh.      | Ele não escreve.   |
| Um shym thoh. | Ele não escreveu.  |
| Um nym thoh   | Ele não escreverá. |

#### Verbo ser
O verbo “ser” em Khasi assim funciona:
| U             | Blei | u    | long | jingïeid. |
| masc          | Deus | masc | ser  | amor      |
| ‘Deus é amor’ |      |      |      |           |

Khasi tem um causativo morfológico, /pn-/, (Rabel 1961). (pronunciado pyn conf. Roberts (1891)):
| verbo base | Tradução  | Causative verb | Tradução                 |
| ---------- | --------- | -------------- | ------------------------ |
| hiar       | descer    | pynhiar        | deixar de lado, exportar |
| tip        | saber     | pyntip         | fazer conhecido          |
| phuh       | florescer | pynphuh        | embelezar                |
| ïaid       | caminhar  | pyn-ïaid       | encaminhar, fazer ir     |
| jot        | perecer   | pyn-jot        | destruir                 |
| poi        | chegar    | pyn-poi        | enviar                   |

### Frases

#### Ordem das palavras
A ordem das palavras nas frases tem o padrão S.V.O (Sujeito-Verbo-Objeto):
| U                   | ksew | u    | bam   | doh.  |
| masc                | cão  | masc | comer | carne |
| ‘O cão come carne.’ |      |      |       |       |

Porém, a ordem pode também existir, especialmente depois de certas partículas, como, por exemplo, hangta 'então' (Rabel 1961).
| hangta                                       | la      | ong   | ki     | khnai | ïa        | ka  | Naam |
| então                                        | passado | dizer | dimin. | rato  | acusativo | fem | Naam |
| 'Então falou o (pequeno) rato para Naam ...' |         |       |        |       |           |     |      |

#### Caso gramatical
Por vezes o objeto é precedido pela palavra ya (Ou “” conf. Roberts 1891).  Roberts diz que "ia, 'para', 'for', 'contra' implica relação direta e imediata. É assim um sinal do Acusativo e também do Dativo."
| U                           | la      | ái  | ia        | ka  | kitab | ia        | nga. |
| masc                        | passado | dar | acusative | fem | livro | acusativo | mim  |
| 'Ele deu o livro para mim.' |         |     |           |     |       |           |      |

Conforme Roberts (1891), o Khasi marcador diferencial de objeto, já que alguns objetos são marcados como acusativo. Roberts observa que substantivos que são usualmente acusativos, mas os que são indefinidos não o são.
Rabel (1961) diz que "o uso de /ya/ é opcional no caso de um único objeto. No caso de dois objetos, um deles deve ser precedido pelo /ya/ preceding.... Se um fdele é precedido por um pronome, deve ser precedido por /ya/."

#### Voz passiva
Khasi apresenta a vozpassiva, mas isso envolve a remoção do agente da frase sem colocar o passivo na posição de sujeito, no chamado passivo sem ascensão. Ver a seguir os pares de atvo-passivo (conf. Roberts 1891) onde o passivo continua a ter seu acusativo e fica na posição de objeto:
| Ki                                          | dang          | tháw      | ia        | ka  | íng  | da   | ki      | dieng.. |
| plur                                        | pres. Contin, | construir | acusativo | fem | casa | plur | madeira |         |
| 'Eles estão construindo a casa de madeira.' |               |           |           |     |      |      |         |         |

| Dang                        | tháw  | ia         | ka  | íng.  |
| contin                      | build | accusative | fem | house |
| 'The house is being built.' |       |            |     |       |

Esse tipo de passivo é usado mesmo como o agente da passiva está numa fase ptreposicional:
| La                              | lah      | pyniap | ia        | ka  | massi | da  | U Míet. |
| passado                         | perfeito | matar  | acusativo | fem | vaca  | por | U Miet  |
| 'A vaca foi mortea por U Miet.' |          |        |           |     |       |     |         |

#### Interrogativos
As perguntas sim-não podem se distinguir como interrogação apenas pela intonação:
| Phi                                                   | kit             | khoh      | Til? |
| você                                                  | está carregando | uma cesta | Til? |
| 'Você vai levar a cesta, Til? Phin shim ka khoh, Til? |                 |           |      |

A perguntas “Q” não involvbem na mudança de posição do elemento “Q”:
| ?uu                  | leit | šha ei? |
| masc                 | ir   | onde    |
| onde ele está indo?' |      |         |

#### Orações subordinadas
As orações subordinadas sguem o verbo que as governam (Roberts 1891:169):
| Nga                          | tip   | ba  | phi  | la      | leh   | ia        | kata.  |
| Eu                           | saber | que | você | passado | fazer | acusativo | aquilo |
| 'Eu sei que você fez aquilo' |       |     |      |         |       |           |        |

Orações relativas seguem o substantivo por elas modificadas concordando em gênero:
| Ka                                | samla kynthei | ka-ba        | wan | mynhynnin | ka  | la      | iáp.   |
| fem                               | meninal       | fem-relativo | vir | ontem     | fem | passado | morrer |
| 'A menina que veio ontem morreu.' |               |              |     |           |     |         |        |

### Palavras e frases
| Khublei (khu-blei)               | -                                                   | Phi long kumno? | Como vai você? Forma curta - “Kumno?” |
| Nga khlaiñ                       | Eu estou bem.                                       |                 |                                       |
| Kumne                            | Resposta curta para ‘Kumno?’ significa ‘como isso’. |                 |                                       |
| Um                               | Água                                                |                 |                                       |
| Ja                               | arroz cozido                                        |                 |                                       |
| Dohkha (doh-kha)                 | peixe (carne)                                       |                 |                                       |
| Dohsyiar (doh-syiar)             | frango (carne)                                      |                 |                                       |
| Dohsniang (doh-sni-ang)          | carne suína                                         |                 |                                       |
| Dohmasi (doh-ma-si)              | bife                                                |                 |                                       |
| Dohblang (doh-bl-ang)            | carneiro                                            |                 |                                       |
| Jyntah (jyn-tah)                 | comida (vegetais/carne)                             |                 |                                       |
| Jhur (jh-ur)                     | vegetais                                            |                 |                                       |
| Dai                              | lentilhas                                           |                 |                                       |
| Mluh (ml-uh)                     | sal                                                 |                 |                                       |
| Duna (du-na)                     | menos                                               |                 |                                       |
| Sohmynken (soh-myn-ken)          | apimentado                                          |                 |                                       |
| Ai biang seh                     | Por favor, sirva mais.                              |                 |                                       |
| La biang                         | suficiente                                          |                 |                                       |
| Ai um seh                        | Por favor, água.                                    |                 |                                       |
| Ai ja seh                        | Por favor, arroz                                    |                 |                                       |
| Ai jyntah seh                    | Por favor, vegetais/ carne.                         |                 |                                       |
| Ai aiu?                          | Servir o quê?                                       |                 |                                       |
| Ai kwai seh                      | Por favor, ‘kwai’.                                  |                 |                                       |
| Aiu?                             | O quê?                                              |                 |                                       |
| Mynno?                           | quando foi?                                         |                 |                                       |
| Lano?                            | quando será?                                        |                 |                                       |
| Hangno? / Shano?                 | Onde?                                               |                 |                                       |
| Kumno?                           | Como?                                               |                 |                                       |
| Thiah suk.                       | Durma bem.                                          |                 |                                       |
| Kumno ngan leit sha Ward’s Lake? | como vou ao Ward’s Lake?                            |                 |                                       |
| Katno ka dor une / kane?         | -                                                   | Leit suk.       | Uma boa jornada                       |
| Resposta “Shong suk.”            | Literal “fique feliz.”                              |                 |                                       |

## Numeração
| 1          | wei          |
| 2          | ar           |
| 3          | lai          |
| 4          | saw          |
| 5          | san          |
| 6          | hynriew      |
| 7          | hynñiew      |
| 8          | phra         |
| 9          | khyndai      |
| 10         | shiphew      |
| 20         | arphew       |
| 30         | laiphew      |
| 40         | sawphew      |
| 50         | sanphew      |
| 60         | hynriewphew  |
| 70         | hynñiewphew  |
| 80         | phraphew     |
| 90         | khyndaiphew  |
| 100        | shispah      |
| 200        | arspah       |
| 300        | laispah      |
| 400        | sawspah      |
| 500        | sanspah      |
| 600        | hynriewspah  |
| 700        | hynñiewspah  |
| 800        | phraspah     |
| 900        | khyndaispah  |
| 1000       | shihajar     |
| 10000      | shiphewhajar |
| 100000     | shilak       |
| 10000000   | shiklur      |
| 1000000000 | shiarab      |

## Amostra de texto
em Alfabeto Khasi
Ïa ki bynriew baroh la kha laitluid bad ki ïaryngkat ha ka burom bad ki hok. Ha ki la bsiap da ka bor pyrkhat bad ka jingïatiplem bad ha ka mynsiem jingsngew shipara, ki dei ban ïatrei bynrap lang.
(Jinis 1 jong ka Jingpynbna-Ïar Satlak ïa ki Hok Longbriew-Manbriew)
IPA
jaː ki bɨnreʊ baːrɔʔ laː kʰaː lacloc bat ki jaːrɨŋkat haː kaː burɔm bat ki hɔk. haː ki laː bsjap daː kaː bɔːr pɨrkʰat bat kaː dʒɪŋjaːtɪplɛm bat haː kaː mɨnseːm dʒɨŋsɲɛʊ ʃiparaː ki dɛɪ ban jaːtrɛɪ bɨnrap laŋ
(dʒinɪs banɨŋkɔŋ dʒɔŋ kaː dʒɨŋpɨnbnaː-jaːr satlak jaː ki hɔk lɔŋbreʊ manbreʊ)
Português (literal)
Aos humanos nascidos livres e iguais em dignidade e direitos. Sendo eles providos com o poder de pensamento e a consciência e o sentimento de espírito de fraternidade para trabalhar se assistindo juntos.
(Artigo 1º da Declaração Universal dos Direitos Humanos)

## Literatura
- Nagaraja, K.S. 1985. Khasi - A Descriptive Analysis.  Poona: Deccan College Postgraduate Research Institute.
- Pryse, William. 1855. An Introduction To The Khasi Language.  (Reproduced 1988)
- Rabel, Lili. 1961. Khasi, a language of Assam. Baton Rouge, La: Louisiana State Press.
- Rabel-Heymann. 1977. Gender in Khasi nouns.  Journal of Mon-Khmer Studies 6:247-272
- Roberts, H. 1891. A grammar of the Khasi language for the use of schools, native students, officers and English residents. London : Kegan Paul, Trench, Trübner.
- Singh, Nissor. 1906. Khasi-English dictionary.  Shillong: Eastern Bengal and Assam State Secretariat Press.